# Louis Gossett Jr.
Louis Cameron Gossett (New York, 27 maggio 1936 – Santa Monica, 29 marzo 2024) è stato un attore statunitense, vincitore del premio Oscar al miglior attore non protagonista nel 1983 per l'interpretazione del sergente Emil Foley in Ufficiale e gentiluomo. Fu inoltre premiato con due Golden Globe e candidato a numerosi Emmy Award, vincendone uno nel 1977. Nella sua carriera Interpretato svariati personaggi con caratteri completamente diversi in più di 200 film fra i quali l'avventuriero Leo Porter in Il tempio di fuoco (1986), accanto a Chuck Norris, e l'imprenditore Calvin Bouchard in Lo squalo 3 (1983).

## Biografia

### Origini
Louis Cameron Gossett Jr. nacque il 27 maggio 1936 a Brooklyn, figlio di Hallen Rebecca, un'infermiera, e di Louis Gossett Sr., un facchino. Il suo debutto sul palcoscenico avvenne all'età di 17 anni, in una produzione scolastica. Dopo il diploma alla Abraham Lincoln High School nel 1954, frequentò la New York University, rifiutando anche una borsa di studio. La sua statura (1,93 m) gli offrì la possibilità di giocare a basket durante gli anni all'università, ma preferì dedicarsi al teatro.

### Carriera

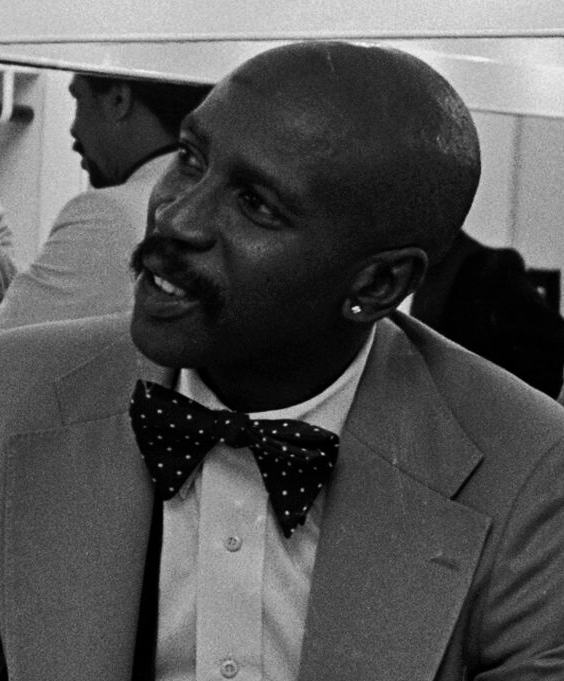
Louis Gossett Jr. nel 1978

Iniziò la sua carriera nel 1961 con il film Un grappolo di sole, nel ruolo dello sceriffo George Murshinson, cui seguirono brevi apparizioni nelle serie tv Cowboy in Africa (1967), The Invaders (1968) e Daktari (1968). Nel 1969 ottenne il suo primo ruolo di successo nel film Avventura nella giungla, accanto a Margaret Brooks. Nel 1970 partecipò a un episodio del The Bill Cosby Show. Dagli anni settanta ottenne ruoli da protagonista in numerosi film come Il padrone di casa (1970), The Living End (1972), In viaggio con la zia (1973), Abissi (1976) e I ragazzi del coro (1977), tutti di buon successo. In quegli anni l'attore rimase comunque assiduo nelle serie tv, recitando in Mod Squad, i ragazzi di Greer e in Good Times. Vinse l'Emmy Award nel 1977 per la miniserie Radici. Dopo tale riconoscimento interpretò vari film e serie tv di successo. A partire dal 1978 decise di orientarsi verso interpretazioni da caratterista.
Nel 1983 vinse l'Oscar al miglior attore non protagonista per il film Ufficiale e gentiluomo, nel ruolo del sergente Emil Foley. Fu il terzo interprete afroamericano della storia a vincere il premio (dopo Hattie McDaniel nel 1940 per Via col vento e Sidney Poitier nel 1964 per I gigli del campo), e il primo a vincerlo come miglior attore non protagonista. Durante le riprese Gossett recitò anche nella serie di fantascienza Il principe delle stelle (1983) e nello stesso anno apparve nel film Lo squalo 3, il secondo sequel de Lo squalo di Steven Spielberg.
Nel 1986 recitò nel film L'aquila d'acciaio (1986), che inaugurò una serie di film di guerra proseguita coi due sequel Aquile d'attacco (1988) e Air Force - Aquile d'acciaio (1991). Nello stesso anno affiancò Chuck Norris nel film Il tempio di fuoco. Nel 1989 insieme a Dolph Lundgren recitò in Il vendicatore. Sempre nello stesso anno l'attore interpretò il professor Gideon Oliver, l'antropologo protagonista dell'omonima serie televisiva dell'ABC. Nel 1999 esordì dietro la macchina da presa co-dirigendo Canzoni d'amore, un film romantico girato per la televisione. Recitò in seguito nel film Terminal Countdown (1999), uno dei pochi film di fantascienza della sua carriera, di cui fu anche protagonista.

### Morte
Morì il 29 marzo 2024 all'età di 87 anni a Santa Monica, in California.

## Vita privata
Sposato tre volte, Gossett fu padre di due figli, di cui uno adottivo. Dopo il primo matrimonio con Hattie Glascoe, nel 1973 sposò Christin Mangosging, con la quale l'anno dopo ebbe un figlio, Satie, e dalla quale divorziò nel 1975. Nel 1987 sposò Cindy James-Reese. La coppia adottò un figlio, Sharron, e divorziò nel 1992.

## Filmografia parziale

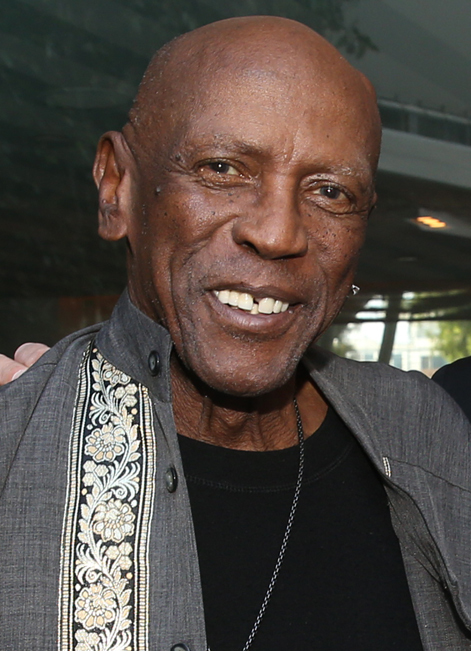
Louis Gossett Jr. nel 2017

### Attore

#### Cinema
- Un grappolo di sole (A Raisin in the Sun), regia di Daniel Petrie (1961)
- Avventura nella giungla (The Bushbaby), regia di John Trent (1969)
- Il padrone di casa (The Landhord), regia di Hal Ashby (1970)
- Skin Game, regia di Paul Bogart e Gordon Douglas (1971)
- In viaggio con la zia (Travels with my Aunt), regia di George Cukor (1972)
- The Fuzz Brothers, regia di Don Medford (1973)
- L'ispettore Martin ha teso la trappola (Laughing Policeman), regia di Stuart Rosenberg (1973)
- Alba di ghiaccio (The White Dawn), regia di Philip Kaufman (1974)
- It's Good to be Alive, regia di Michael Landon (1974)
- The River Niger, regia di Krishna Shah (1976)
- J.D.'s Revenge, regia di Arthur Marks (1976)
- Abissi (The Deep), regia di Peter Yates (1977)
- I ragazzi del coro (The Choirboys), regia di Robert Aldrich (1977)
- It Rained All Night the Day I Left, regia di Nicolas Gessner (1980)
- Ufficiale e gentiluomo (An Officer and a Gentleman), regia di Taylor Hackford (1982)
- Lo squalo 3 (Jaws 3-D), regia di Joe Alves (1983)
- Il treno più pazzo del mondo (Finders Keepers), regia di Richard Lester (1984)
- Il mio nemico (Enemy Mine), regia di Wolfgang Petersen (1985)
- L'aquila d'acciaio (Iron Eagle), regia di Sidney J. Furie (1986)
- Il tempio di fuoco (Firewalker), regia di J. Lee Thompson (1986)
- The Principal - Una classe violenta, regia di Christopher Cain (1987)
- Aquile d'attacco (Iron Eagle II), regia di Sidney J. Furie (1988)
- Il vendicatore (The Punisher), regia di Mark Goldblatt (1989)
- Fermate ottobre nero (Cover Up), regia di Manny Coto (1991)
- Scuola di eroi (Toy Soldiers), regia di Daniel Petrie Jr. (1991)
- Air Force - Aquile d'acciaio (Iron Eagle III), regia di John Glen (1992)
- La notte dell'imbroglio (Diggstown), regia di Michael Ritchie (1992)
- Monolith - Impatto mortale (Monolith), regia di John Eyres (1993)
- Incendio assassino (Flashfire), regia di Elliot Silverstein (1993)
- Blue Chips - Basta vincere, regia di William Friedkin (1994)
- Alla ricerca dello stregone (A Good Man in Africa), regia di Bruce Beresford (1994)
- Curse of the Starving Class, regia di J. Michael McClary (1994)
- Aquile d'acciaio 4 (Iron Eagle on the Attack), regia di Sidney J. Furie (1995)
- Managua, regia di Michael Taverna (1997)
- The Wall That Heals, documentario (1997)
- Legend of the Mummy, regia di Jeffrey Obrow (1997)
- Terminal Countdown (Y2K), regia di Richard Pepin (1999)
- Vite a mano armata (The Highwayman), regia di Keoni Waxman (2000)
- The Signals - Esperimento fuori controllo (Deceived), regia di André van Heerden (2002)
- Window, regia di Varda Hardy (2005)
- Gli esclusi - Il mondo in guerra (Left Behind: World at War), regia di Craig R. Baxley (2005)
- All In, regia di Nick Vallelonga (2006)
- Club Soda, regia di Paul Carafotes (2006)
- Daddy's Little Girls, regia di Tyler Perry (2007)
- Cover, regia di Bill Duke (2007)
- The Perfect Game, regia di William Dear (2008)
- Dog Jack, regia di Edward T. McDougal (2009)
- Shannon's Rainbow, regia di Frank E. Johnson (2009)
- The Least Among You, regia di Mark Young (2009)
- Smitty - Un amico a quattro zampe (Smitty), regia di David M. Evans (2010)
- Why Did I Get Married Too?, regia di Tyler Perry (2010)
- The Grace Card, regia di David Evans (2011)
- Amazing Racer - L'incredibile gara (Amazing Racer), regia di Frank E. Johnson (2011)
- A Fonder Heart, regia di Jim Fitzpatrick (2011)
- The Lamp, regia di Tracy Trost (2011)
- Boiling Pot, regia di Omar Ashmawey (2013)
- A Fighting Man, regia di Damian Lee (2014)
- Undercover Grandpa, regia di Erik Canuel (2017)
- Foster Boy, regia di Youssef Delara (2019)
- Il colore viola (The Color Purple) regia di Blitz Bazawule (2023)

#### Televisione
- The Nurses – serie TV, episodio 1x07 (1962)
- Assistente sociale (East Side/West Side) – serie TV, episodio 1x26 (1964)
- Daktari – serie TV, episodio 4x06 (1968)
- Mod Squad, i ragazzi di Greer (The Mod Squad) – serie TV, 3 episodi (1968-1972)
- The Bill Cosby Show – serie TV, episodio 1x24 (1969)
- Bonanza – serie TV, episodio 12x19 (1971)
- I Jefferson (The Jeffersons) – serie TV, episodio 2x11 (1975)
- La casa nella prateria (Little House on the Prairie) – serie TV, episodio 2x18 (1976)
- Radici (Roots) – miniserie TV, 3 puntate (1977)
- La sindrome di Lazzaro (The Lazarus Syndrome), regia di Jerry Thorpe – film TV (1979)
- Il principe delle stelle (The Powers of Matthew Star) – serie TV (1982)
- L'amico silenzioso (The Guardian) – film TV (1984)
- Padre Clemence (1987)
- El Diablo, regia di Peter Marckle – film TV (1990)
- Cuore in catene (Captive Heart: The James Mink Story), regia di Bruce Pittman – film TV (1996)
- In His Father's Shoes, regia di Vic Sarin – film TV (1997)
- Canzoni d'amore (Love Songs), regia di Andre Braugher, Louis Gossett Jr. e Robert Townsend – film TV (1999)
- Per amore di Olivia (For Love of Olivia), regia di Douglas Barr – film TV (2001)
- Momentum, regia di James Seale – film TV (2003)
- Stargate SG-1 – serie TV, 5 episodi (2005-2006)
- Solar Attack , regia di Pauli Ziller – film TV (2006)
- Psych – serie TV, episodio 6x11 (2012)
- Boardwalk Empire - L'impero del crimine (Boardwalk Empire) – serie TV, episodio 4x11 (2013)
- Extant – serie TV, 4 episodi (2014-2015)
- Hap and Leonard – serie TV, 5 episodi (2018)
- Watchmen – miniserie TV, 7 episodi (2019)

### Doppiatore
- Capitan Planet e i Planeteers (Captain Planet and the Planeteers) - serie animata, episodi 1x22, 1x23, 2x18 (1990)
- Hercules - serie animata, episodio 2x07 (1998)
- Half Life 2 - videogioco (2004)
- I Griffin (Family Guy) - serie animata, episodio 5x04 (2006)
- The Batman - serie animata, episodi 4x12, 4x13, 5x01 (2007)
- Delgo e il destino del mondo (Delgo), regia di Marc F. Adler e Jason Maurer (2008)
- IF - Gli amici immaginari (IF), regia di John Krasinski (2024) - postumo

## Riconoscimenti
- Premio Oscar
  - 1983 – miglior attore non protagonista per Ufficiale e gentiluomo

## Doppiatori italiani
Nelle versioni in italiano delle opere in cui ha recitato, Louis Gossett Jr. è stato doppiato da:
- Vittorio Di Prima in Ufficiale e gentiluomo, Lo squalo 3, L'amico silenzioso, Fermate ottobre nero, Carolina Skeleton, Air Force - Aquile d'acciaio, Per amore di Olivia, Resurrection Blvd., Solar Attack, Smitty - Un amico a quattro zampe, Boardwalk Empire - L'impero del crimine, Madam Secretary
- Diego Reggente ne La notte dell'imbroglio, Cuore in catene, In His Father's Shoes, Il tocco di un angelo, Vite a mano armata, The Dead Zone, Psych
- Michele Gammino ne L'aquila d'acciaio, Il tempio di fuoco, Scuola di eroi, Alla ricerca dello stregone, Foster Boy, Il colore viola
- Saverio Moriones ne Il vendicatore, E.R. - Medici in prima linea, A Fighting Man, Hap and Leonard
- Michele Kalamera in Aquile d'attacco, Ultime dal cielo
- Paolo Buglioni ne Il treno più pazzo del mondo, Monolith - Impatto mortale
- Rodolfo Traversa ne La sindrome di Lazzaro, Il mio nemico
- Silvano Piccardi in Ispettore Hughes - Vendetta dal passato, Ispettore Hughes - Furto di identità
- Mario Zucca in All In, Il vendicatore (ridoppiaggio)
- Pietro Ubaldi in Jasper, Texas - La città dell'odio, La lampada dei desideri
- Angelo Nicotra ne Gli esclusi - Il mondo in guerra, Watchmen
- Ugo Maria Morosi in Extant, The Good Fight
- Romano Malaspina ne L'ispettore Martin ha teso la trappola
- Massimo Foschi ne I ragazzi del coro
- Alberto Lionello in Abissi
- Oliviero Dinelli ne L'uomo da sei milioni di dollari
- Bruno Alessandro in Blue Chips - Basta vincere
- Lorenzo Macrì in Giovani ribelli
- Vittorio Congia in Radici
- Enrico Carabelli ne I Jefferson
- Tony Fusaro ne La casa nella prateria
- Germano Longo ne Il principe delle stelle
- Toni Orlandi in Aquile d'acciaio 4
- Sandro Iovino in The Principal - Una classe violenta
- Pietro Biondi in Momentum
- Roberto Draghetti in Stargate SG-1
- Renato Mori in Per amore di Jacey
- Rodolfo Bianchi in The Signals - Esperimento fuori controllo
- Massimo Lodolo in Canzoni d'amore
- Giovanni Petrucci in Amazing Racer - L'incredibile gara
- Carlo Valli in Hawaii Five-0
- Franco Zucca in Undercover Grandpa
- Paolo Marchese nei ridoppiaggi di Aquile d'attacco ed Air Force - Aquile d'acciaio

Da doppiatore è sostituito da:
- Ambrogio Colombo in Hercules
- Riccardo Rovatti in The Batman
- Paolo Marchese ne I Griffin
- Bruno Alessandro in IF - Gli amici immaginari